# Louis Aubery du Maurier
Pour les articles homonymes, voir Aubery et Maurier.
Louis Aubery du Maurier est un historien français né le 24 juillet 1609  et mort le 17 mars 1685 à Saint-Jean-de-la-Motte.
Il accompagna son père Benjamin Aubery du Maurier dans les ambassades et fut en faveur près d'Anne d'Autriche. 
On a de lui : 
- Relation de l'exécution de Cabrières, Paris, 1645
- des Mémoires sur l'histoire de Hollande, 1680
- des Mémoires sur l'histoire de Hambourg, le Holstein, la Suède la Pologne, 1748 (posthumes).